# Thelazia gulosa
Thelazia gulosa — вид паразитичних нематод родини Thelaziidae.

## Поширення
Thelazia gulosa поширена в Азії, Європі та Північній Америці .

## Морфологія
Кутикула з невеликими поперечними борознами. Самці завдовжки 5,3 — 9,1 мм, а самиці 5 — 16,2 мм. У самців на череві 33 доклокальних та 3 пари постклокальних сосочків. Самиці мають короткий гострий відросток з двома сосочками біля основи хвоста, а вульва знаходиться попереду тіла.

## Життєвий цикл
Довжина личинок — 0,259 мм. Проміжними господарями мухи Musca autumnalis в Європі та Північній Америці, Musca larvipara в Україні, Musca vitripennis в Криму та Musca amica на Далекому Сході. Мухи заносять личинок в очі корів (Bos taurus) та яків (Bos grunniens), де розвивається дорослий гельмінт. Зрідка може заражатися і людина. Дорослі особини, як правило, знаходяться в повіках, слізних залозах, слізних протоках або так званій «третій повіці» (мигальна перетинка). Масове зараження спричиняє хворобу телазіоз.